# Northwood (North Dakota)
Northwood ist eine Kleinstadt (mit dem Status „City“) im Grand Forks County im US-amerikanischen Bundesstaat North Dakota. Das U.S. Census Bureau hat bei der Volkszählung 2020 eine Einwohnerzahl von 982 ermittelt.
Northwood ist Bestandteil der Metropolregion Greater Grand Forks.

## Geografie
Northwood liegt im Osten North Dakotas auf 47°44′03″ nördlicher Breite und 97°34′00″ westlicher Länge. Das Stadtgebiet erstreckt sich über eine Fläche von 3,29 km².
Benachbarte Orte von Northwood sind Larimore (23,6 km nördlich) und Hatton (18,9 km südöstlich).
Die nächstgelegenen größeren Städte sind Winnipeg in der kanadischen Provinz Manitoba (272 km nördlich), Duluth in Minnesota am Oberen See (463 km ostsüdöstlich), Minneapolis in Minnesota (520 km südöstlich), Fargo (141 km südsüdöstlich) und North Dakotas Hauptstadt Bismarck (343 km westsüdwestlich).
Die Grenze zu Kanada befindet sich 150 km nördlich.

## Verkehr
Die North Dakota Highways 15 und 18 führen auf einer gemeinsamen Strecke durch den Norden von Northwood. Alle weiteren Straßen innerhalb des Stadtgebiets sind untergeordnete Landstraßen, teils unbefestigte Fahrwege sowie innerörtliche Verbindungsstraßen.
Durch Northwood führt eine Eisenbahnnebenstrecke der BNSF Railway.
Mit dem Northwood Municipal Airport befindet sich an der südwestlichen Stadtgrenze ein kleiner Flugplatz. Die nächstgelegenen größeren Flughäfen sind der Grand Forks International Airport (53,5 km nordöstlich), der Hector International Airport in Fargo (137 km südsüdöstlich) und der Winnipeg James Armstrong Richardson International Airport (275 km nördlich).

## Demografische Daten
Nach der Volkszählung im Jahr 2010 lebten in Northwood 945 Menschen in 397 Haushalten. Die Bevölkerungsdichte betrug 287,2 Einwohner pro Quadratkilometer. In den 397 Haushalten lebten statistisch je 2,23 Personen.
Ethnisch betrachtet setzte sich die Bevölkerung zusammen aus 98,0 Prozent Weißen, 0,1 Prozent Afroamerikanern, 0,1 Prozent amerikanischen Ureinwohnern, 0,2 Prozent Asiaten sowie 0,1 Prozent aus anderen ethnischen Gruppen; 1,5 Prozent stammten von zwei oder mehr Ethnien ab. Unabhängig von der ethnischen Zugehörigkeit waren 0,4 Prozent der Bevölkerung spanischer oder lateinamerikanischer Abstammung.
Northwood hat den höchsten Prozentsatz an Amerikanern mit Norwegischen Vorfahren in den ganzen Vereinigten Staaten.
23,6 Prozent der Bevölkerung waren unter 18 Jahre alt, 49,8 Prozent waren zwischen 18 und 64 und 26,6 Prozent waren 65 Jahre oder älter. 49,8 Prozent der Bevölkerung war weiblich.

Das mittlere jährliche Einkommen eines Haushalts lag bei 51.250 USD. Das Pro-Kopf-Einkommen betrug 21.007 USD. 7,7 Prozent der Einwohner lebten unterhalb der Armutsgrenze.